# Холопи

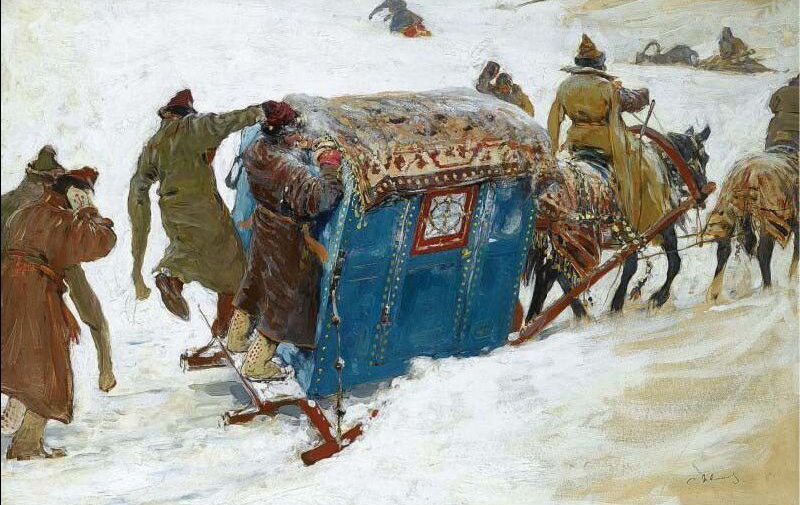
Боярьскі холопи

Холопи — назва невільних людей у Русі, вживана поряд з назвою «челядь». Холопами називали чоловіків, а жінок — рабами. Холопи — населення, що перебувало у повній власності князя.
За «Руською Правдою», холоп був скоріше об'єктом, ніж суб'єктом права: за вбивство холопа вбивця платив лише продажу, а не виру, яка платилася за вбивство вільної людини. Відповідальність за злочин, вчинений холопом, падала на його пана.
Холопами ставали внаслідок:
1. полону,
2. злочину, вчиненого закупом,
3. неспроможності заплатити борг,
4. шлюбу з невільним,
5. продажу при свідках,
6. народження від невільних батьків.

Вільна особа могла також добровільно приймати холопство через одруження з рабою, продати себе і прийняти службу тивуна або ключника у князів і бояр. Становище і вартість останніх, як і холопів, що знали ремесло, були куди кращі, ніж звичайних холопів («рядовичів»). Холопом, як об'єктом права, вільно розпоряджалися їх пани-власники, включно до продажу. Проте холопи могли мати власне майно. Під впливом церкви становище холопів дещо змінилося. Церква сприяла викупові холопів, а також опікувалася деякими їх групами (див. Невільництво в Україні). Повних холопів т. зв. «обельних» холопів слід відрізняти від напіввільних людей, гол. закупів.

## Московська держава
У Московській державі більшість холопів у XIV—XV вв. стала кріпаками, але інститут холопів існував далі, зокрема як форма кабального холопства (служба за борг у кредитора).Наказ від 25 квітня 1597 р. постановив кабальним людям зі своїми дружинами і дітьми залишатися в кабалах до смерті їх панів, а панам дозволив викупних грошей не приймати. У селянських договорах стало передбачатися "вільно мене звідусіль до себе узяти» і «жити в селянстві вічно і нікуди не втекти», селянин сам назавжди відмовлявся від права виходу за неустойку, до XVII століття ця неустойка стала загальним заключним умовою позичкових записів і склала «кріпосну»запис або "вічність селянську". Закон XVII століття не встановлював ні терміну фортеці, ні розмірів повинною, нормою було «поміщицьке всяку справу робити і оброк платити...», «поміщика в усьому слушати, ріллю на нього пахати...». Особиста селянська фортеця» за договором «перетворювалася на спадкове укріплення»за законом". Укладення 1649 р порівнює фортеці холоп'ю і селянську (казенний тяглець), і в подальшому кріпосна розвивається в бік холопства. Юридично холопство було скасовано Петром 1 у 1723 році.

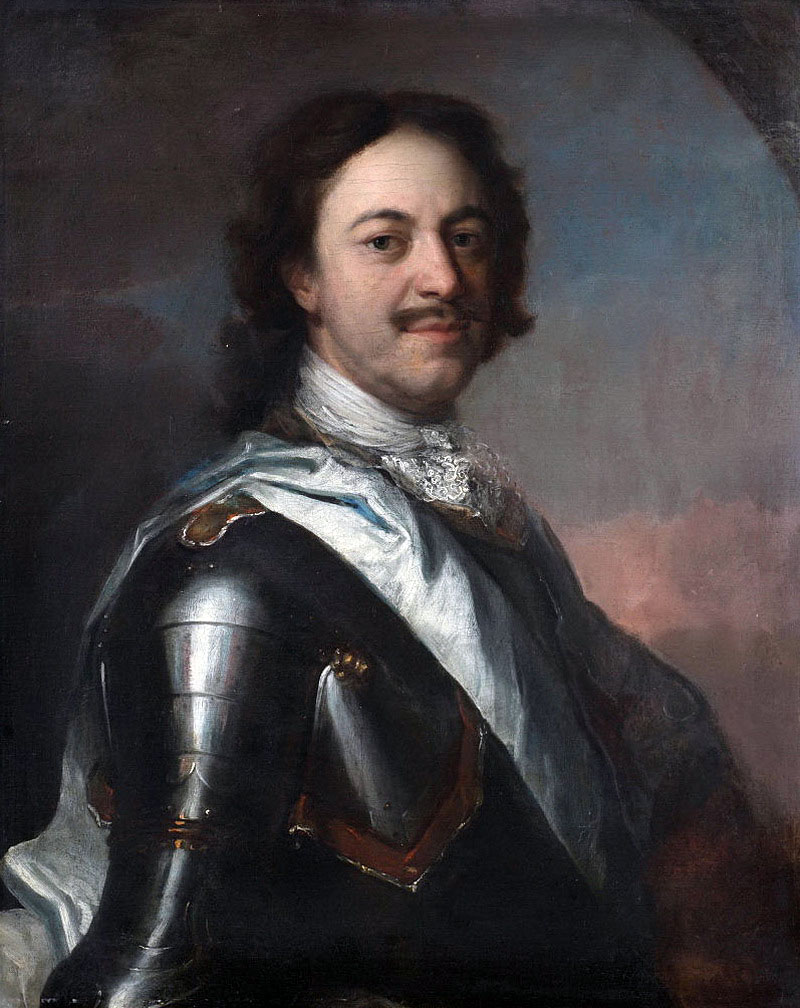
Портрет царя Петра I

## Річ Посполита
У Речі Посполитій «хлопи» не були холопами (рабами), а тільки категорією залежного від пана (шляхтича) селянства. За новітніх часів польська назва «хлоп» була поширена на селянство взагалі.

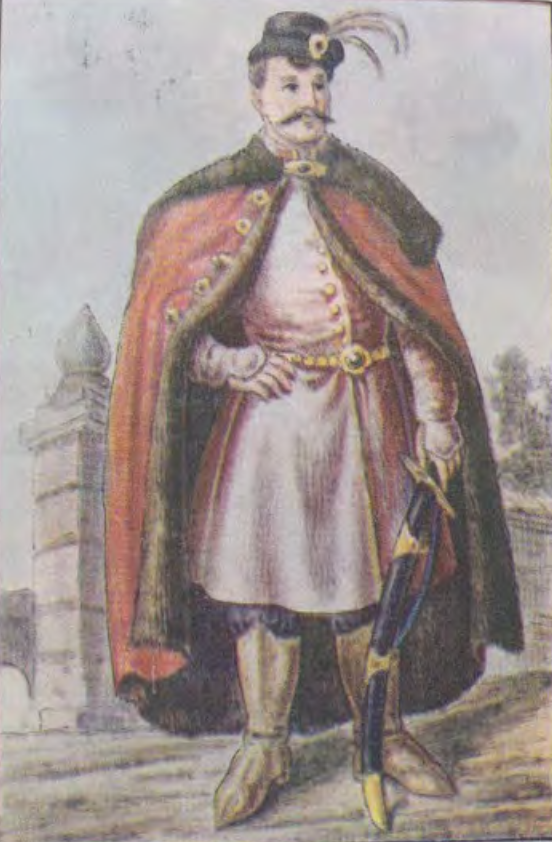
Шляхтич з Червоної Русі